# Takayus takayensis
Takayus takayensis là một loài nhện trong họ Theridiidae.
Loài này thuộc chi Takayus. Takayus takayensis được Kendo Saito miêu tả năm 1939.